# Теорія мотивації соціального вивчення
Теорія мотивації соціального вивчення (англ. Social Learning Theory) стверджує, що люди впливають на зовнішнє середовище, яке в свою чергу здійснює вплив на те, як вони думають і поводять себе. Вивчення поведінки людей шляхом спостереження, імітації і спілкування у взаємному зв'язку із соціальним середовищем показало, що існує три особливості важливих пізнавально відносних процесів в поясненні поведінки людей: символічні процеси, замінююче вивчення і самоконтроль.
Підхід теорії мотивації соціального вивчення, яка була запропонована психологом А. Бандурою та іншими вченими, підкріплено значними дослідженнями, хоча дослідники тільки нещодавно почали використовувати її для впровадження в організаціях.

## Сутність теорії
Символічні процеси — це різні способи, в яких використовуються словесні і уявні символи для обробки і зберігання досвіду в представницьких фірмах, які є приводами для майбутньої поведінки.
Образи майбутнього дозволяють створювати наступні цілі і дії, які приведуть до виконання цих цілей. Символічні процеси також включають пізнавальний елемент, який називається самоефективністю, віра в чиїсь здібності виконувати специфічну задачу.
Замінююче, чи спостережливе, вивчення належить до здібностей людей вивчати нову поведінку, оцінювати її імовірні наслідки шляхом спостережень за іншими.
Процес спостереження і намагання імітувати поведінку інших називається моделюванням, яке включає чотири стадії: увага, затримання, репродукції і мотивації.
- У стадії уваги вибирається модель для спостереження, звично тому, як сприймається модель з навичками і приділяється увага змістовним аспектам поведінки.

- У стадії затримування зберігається інформація про поведінку через розумові образи і слова.

- На стадії репродукції індивід намагається відтворити поведінку, можливо тільки частково успішно, і потребує подальшого коригування через зворотний зв'язок.

- У стадії мотивації мотивується пристосування до моделі поведінки.

Самоконтроль або саморегуляція — це здібність людини до контролю над власною поведінкою шляхом створення стандартів і врахування наслідків (і нагород і покарань) для власних дій.
Теорія соціального вивчення може застосовуватися для розгляду двох основих аспектів нововведення: створення нових ідей і їх прийняття через розповсюдження нововведення.
Згідно з теорією соціального вивчення моделювання сприяє розвитку процесу нововведення, допомагаючи людям вивчити слушні нововедення.
Люди швидше мотивуються пристосуванням до тих нових ідей, які приносять відчутні результати. Через те, що виходи від нововведень не можуть бути випробувані, заохочення нововведень, як правило покладається на очікувані замінюючі підкріплення.
Таким чином, мотивовані індивіди в організації, щоб прийняти нововведення повинні забезпечуватись відповідними моделями так, щоб необхідне нововведення могло бути легко вивчене. Крім того, необхідно, щоб потенційні результати не тільки були сформульовані, але і продемонстровані належними моделями, щоб замінююче вивчення мало місце.
В бізнесі існування патентів, прав на копіювання та інші бар'єри часто запобігають пряме копіювання моделі. Однак розгляд нових способів робити справу може полегшити міркування про непередбачені перспективи. У сферах, де бажані нововведення, можливо необхідно подумати про забезпечення різноманітних моделей, щоб стимулювати мислення.